# Tolsum
Tolsum is een buurtschap in de gemeente Waadhoeke, in de Nederlandse provincie Friesland. De plaats ligt tussen Tzum en Lollum aan de Slachtedijk en bestaat anno 2024 uit een aantal boerderijen in het dorpsgebied van Tzum.

## Geschiedenis
Tolsum is ontstaan op een terp. De plaats werd onder andere aangeduid als Tollesheim in de  10e-eeuws, als Tolsum in 1433 en als Tolzum in 1664 en 1718. De naam verwijst mogelijk naar de woonplaats van de persoon Toll(e).
De buurtschap werd in 1914 bekend door de vondst van een schrijfplankje uit het begin van de eerste eeuw. De tekst – die de oudst bewaarde geschreven tekst van Nederland is – handelt over een schuldverklaring van een slaaf, genaamd Carus aan een onbekende schuldenaar. Enkele jaren eerder werden al gebruiksvoorwerpen uit aardewerk, terra sigillata en geometrisch versierde vaatwerk gevonden. Ook werd er een 18 en halve centimeter lang beeldje van de god Mars gevonden, evenals een fragment van een beeldje van de godin Fortuna.
Steden, dorpen en gehuchten: Achlum · Baijum · Beetgum · Beetgumermolen · Berlikum · Blessum · Boer · Boksum · Deinum · Dongjum · Dronrijp · Engelum · Firdgum · Franeker · Herbaijum · Hitzum · Klooster-Lidlum · Marssum · Menaldum · Minnertsga · Nij Altoenae · Oosterbierum · Oudebildtzijl · Peins · Pietersbierum · Ried · Ritsumazijl · Schalsum · Schingen · Sexbierum · Sint Annaparochie · Sint Jacobiparochie · Slappeterp · Spannum · Tzum · Tzummarum · Vrouwenparochie · Welsrijp · Westhoek · Wier · Winsum · Zweins

Buurtschappen: Arkens · Bonkwerd · Dijkshoek · Doijum · Fatum · Hatsum · Het Hooghout · Kie · Kiesterzijl · Kingmatille · Klooster Anjum · Koehool · Laakwerd · Lutjelollum · Miedum · Nieuwebildtzijl · Oosterend · Oosthoek · Rewerd (deels) · Roptazijl (deels) · Salverd · Schildum · Sopsum · Stad Niks · Tolsum · Tritzum · Tjeppenboer · Vrouwbuurtstermolen (deels) ·  Weakens · Westerend · Zwarte Haan

Voormalige buurtschappen:Barrum · De Kampen · De Poelen · De Vlaren · Dijksterhuizen · Franjumerburen · Holprijp · Koum · Langwerd · Teetlum · Memerd · War 

Friesland: Steden en dorpen      Nederland: Provincies · Gemeenten